# Перший лейтенант
Перший лейтенант (англ. First lieutenant) — військове звання молодшого офіцерського складу в армії, Корпусі морської піхоти, Повітряних силах та Космічних військах Збройних сил США. Це звання вище за звання другого лейтенанта і нижче звання капітана. Це еквівалентно званню лейтенант (молодший розряд) в інших видах Збройних сил країни.
Підвищення до першого лейтенанта регулюється політикою Міністерства оборони, що випливає з вимог Закону про управління персоналом офіцерів оборони від 1980 року. Інструкції DOPMA передбачають, що всі «повністю кваліфіковані» офіцери повинні бути підвищені до перших лейтенантів. Офіцерів у званні другий лейтенант (клас O-1) зазвичай підвищують до першого лейтенанта (клас O-2) після 18 місяців служби в армії або 24 місяців у Корпусі морської піхоти та Повітряних силах. Різниця між цими двома рангами незначна, в першу чергу це досвід і вищий рівень оплати праці. Нерідко можна побачити, що офіцери переміщуються на посади, які потребують більшого досвіду після підвищення до першого лейтенанта. Наприклад, у армії та корпусі морської піхоти ці посади можуть включати командування взводом або призначення на посаду офіцера у складі штатного підрозділу типу роти (70–250 солдатів або морських піхотинців). У Повітряних силах перший лейтенант може бути командиром ланки або офіцером групи, відповідальним за виконання різноманітних обов'язків, зокрема який несе відповідальність та здійснює пряме керівництво особовим складом понад 100 чоловіками, хоча в льотному підрозділі перший лейтенант є офіцером (пілот, штурман), який щойно закінчив навчання для своєї кар'єрної сфери та має мало наглядових обов'язків.
Військове звання перший лейтенант також існує в арміях та повітряних силах низки держав світу.

## Галерея погонів перших лейтенантів країн світу

First lieutenant (Королівські сили захисту Антигуа і Барбуди)[1]
Teniente primero (Сухопутні війська Аргентини)[2]
First lieutenant (Сухопутні війська Ботсвани)[3]
Primeiro tenente (Сухопутні війська Бразилії)[4]
Primeiro tenente (Збройні сили Кабо-Верде)[5]
Primer teniente (Революційна армія Куби)[6]
Premierløjtnant (Королівська армія Данії)[7]
Primer teniente (Сухопутні війська Домініканської Республіки)[8]
Yliluutnantti швед. Premiärlöjtnant (Сухопутні війська Фінляндії)[9]
First lieutenant (Збройні сили Гамбії)
Primeiro tenente (Збройні сили Гвінеї-Бісау)
Letnan satu (Сухопутні війська Індонезії)[10]
Lieutenant en premier (Збройні сили Люксембургу)[11]
1e Luitenant (Королівська армія Нідерландів)[12]
Teniente primero (Збройні сили Нікарагуа)[13]
Teniente primero (Сухопутні війська Парагваю)[14]
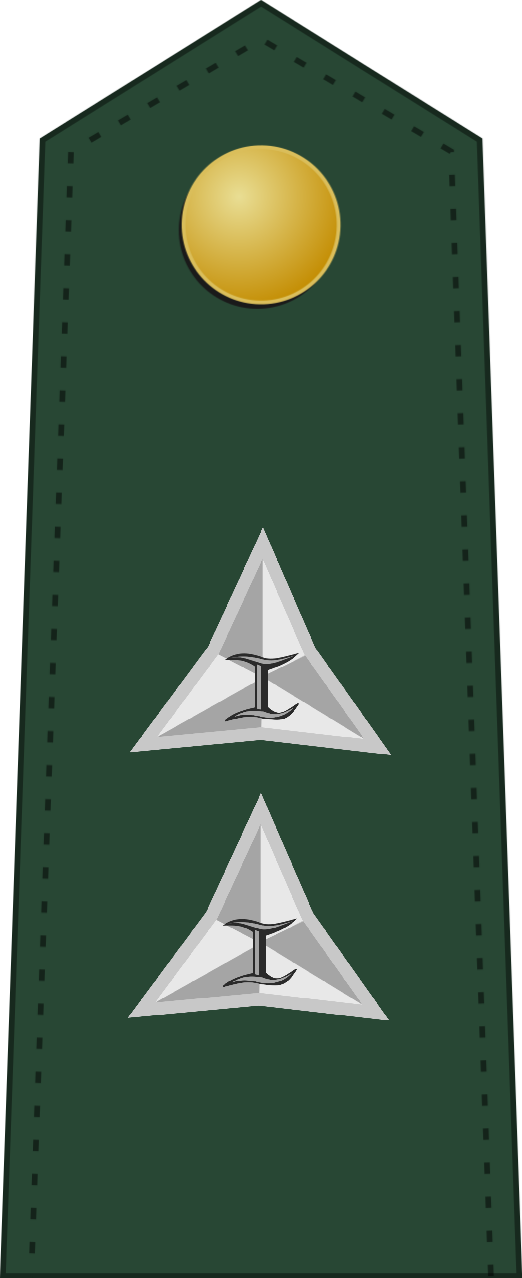
First lieutenant (Сухопутні війська Філіппін)
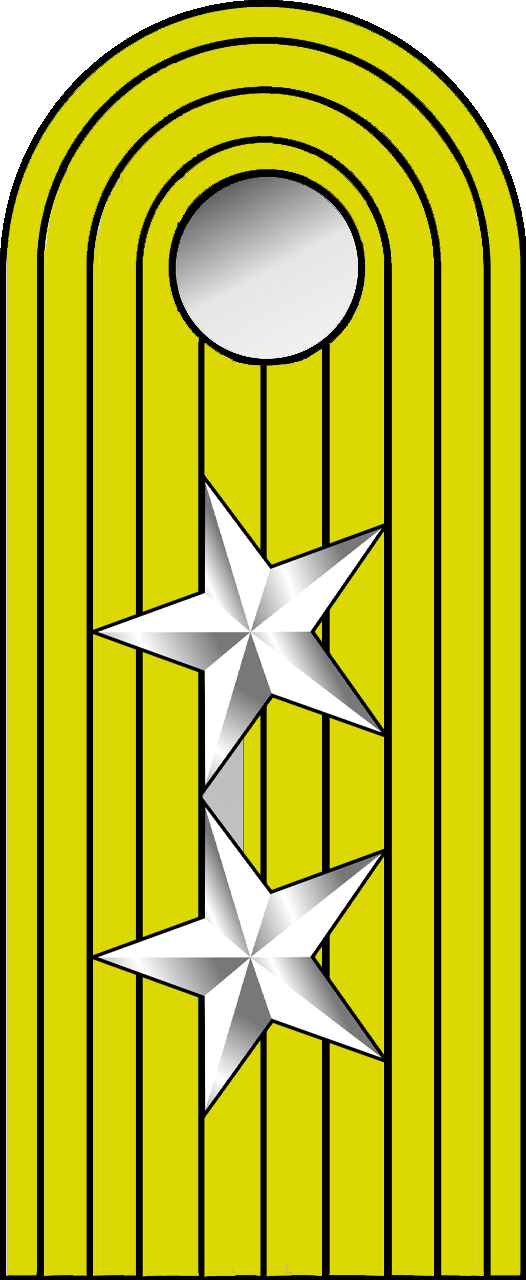
Primer teniente (Сухопутні війська Венесуели)